# Michael McDonald (zanger)
Michael McDonald (Saint Louis (Missouri), 12 februari 1952) is een Amerikaanse soulzanger en pianist.

## Biografie

### Steely Dan en Doobie Brothers

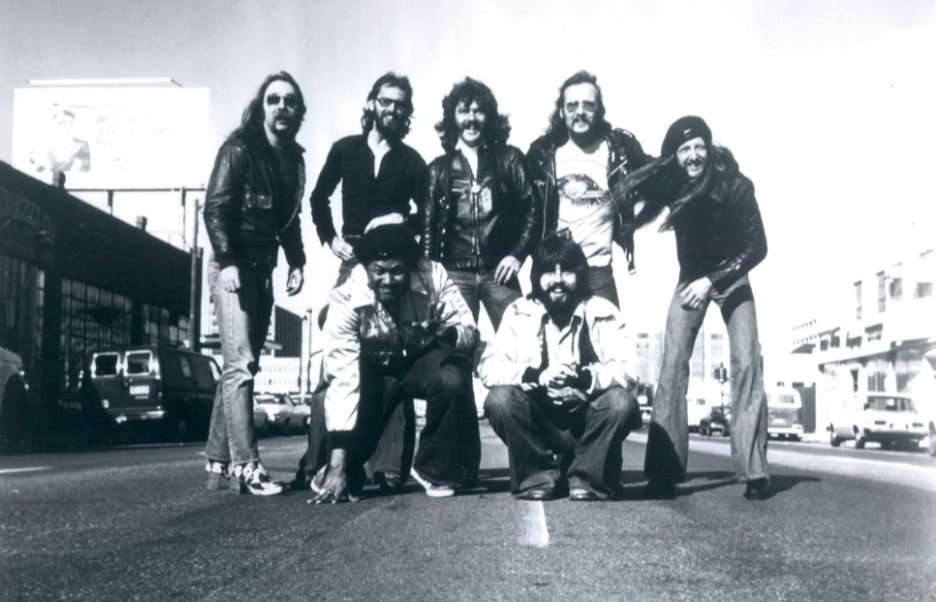
McDonald met de Doobie Brothers (1976)

Michael McDonald groeide op in een Iers-Amerikaans gezin en speelde als tiener in diverse bands. In 1970 verhuisde hij naar Los Angeles om daar zijn geluk te beproeven. In 1974 werd McDonald zanger bij Steely Dan, en in 1975 sloot hij zich aan bij de Doobie Brothers. In eerste instantie als invaller voor de zieke frontman Tom Johnston die twee jaar later - na een moeizame herstelperiode - zou vertrekken. Hierdoor werd McDonald - tot aan de breuk in 1982 - vast bandlid en veranderde hij in deze jaren de muzikale koers. De nr. 1-hit What a Fool Believes uit 1978 leidde ertoe dat hij ook met andere artiesten ging samenwerken.

### Solocarrière
In 1982 gaven de Doobie Brothers hun - voorlopig - laatste concert; McDonald was dan net aan een solocarrière begonnen die een succesvolle start kende. Zo scoorde hij in 1984 een grote hit met Yah Mo B There, in duet met James Ingram. In 1986 kwam daar nummer 1-hit in Nederland bij met Patti Labelle: On My Own. Ook Sweet Freedom werd een hit. Aan het eind van de jaren 80 was zijn populariteit sterk gedaald, maar in 1994 werd zijn single I Keep Forgettin' een hit als sample in Regulate van Warren G en Nate Dogg. In 2001 kwam er een nieuwe versie uit van Sweet Freedom met Safri Duo.
Tussen 2003 en 2009 bracht Michael McDonald vier albums uit met voornamelijk covers van klassieke Motown- en andere soulnummers. In 2008 kreeg hij een ster in de Music City Walk of Fame in Nashville. Ondertussen deed McDonald weer mee als gastmuzikant bij optredens van Steely Dan en de Doobie Brothers. In 2010 vormde hij met Boz Scaggs en Steely Dan-frontman Donald Fagen de gelegenheidsformatie The Dukes of September.
In 2014 werd McDonald teruggehaald als vast Doobies-lid voor het album Southbound. Hierop staan duetten met country-artiesten. McDonald nam met Amanda Sudano (dochter van Donna Summer) een nieuwe versie op van You Belong To Me uit 1977. Ook werd zijn solonummer Peace opnieuw uitgebracht als duet met Michael W. Smith.
In 2017 was McDonald samen met Kenny Loggins te horen op de single Show You The Way van bassist Thundercat; ze traden op in de talkshow Late Night with Jimmy Fallon. In september kwam McDonald met een eigen album; Wide Open.
In 2018 was McDonald gastzanger op Barbra Streisands versie van What the World Needs Now Is Love.
In 2021 was McDonald te horen op het nummer The Best of Me van het zevende album van Toad the Wet Sprocket (Starting Now) en bracht hij met de Doobie Brothers het album Liberté uit.

## Discografie

### Dvd's
| Dvd's met hitnoteringen in de Nederlandse DVD Top 30 | Datum van verschijnen | Datum van binnenkomst | Hoogste positie | Aantal weken | Opmerkingen                   |
| ---------------------------------------------------- | --------------------- | --------------------- | --------------- | ------------ | ----------------------------- |
| The dukes of September - Live at Lincoln center      | 2014                  | 22-03-2014            | 4               | 13           | met Donald Fagen & Boz Scaggs |

- A gathering of friends is een dvd waarop hij songs zingt met zijn vrienden als o.a. Christopher Cross, Kenny Loggins, James Ingram, Jeff Bridges en de Doobie Brothers. Ook On my own met Patti Labelle staat erop.

### NPO Radio 2 Top 2000
| Nummers met noteringen in de NPO Radio 2 Top 2000 | '99  | '00  | '01  | '02  |
| ------------------------------------------------- | ---- | ---- | ---- | ---- |
| On My Own (met Patti LaBelle)                     | 1712 | 1453 | -    | -    |
| Sweet Freedom                                     | 1458 | 1694 | 1447 | 1908 |

1. ↑  Een '-' betekent dat het nummer niet was genoteerd en een vetgedrukt getal geeft de hoogste notering van een nummer aan.
2. ↑  Deze tabel is bijgewerkt tot en met de meest recente editie (2024).

- Biblioteca Nacional de España: XX1673728
- Bibliothèque nationale de France: cb16050879h (data)
- Gemeinsame Normdatei: 134451139
- International Standard Name Identifier: 0000 0000 8189 4122
- Library of Congress Control Number: no96011709
- MusicBrainz: cacbe57b-02d0-4d21-be86-c8a3a5ea6e1e
- Nationale Bibliotheek van Tsjechië: xx0031278
- Nationale Bibliotheek van Israël: 987007302437405171
- Nationale Bibliotheek van Polen: a0000002670244
- Nederlandse Thesaurus van Auteursnamen: 117144908
- Istituto Centrale per il Catalogo Unico: UBOV338857
- Système universitaire de documentation: 104444290
- Virtual International Authority File: 120711405
- WorldCat: E39PCjqQ4WwPwddft6KdjpTCQq